# Rewolucja w Rumunii

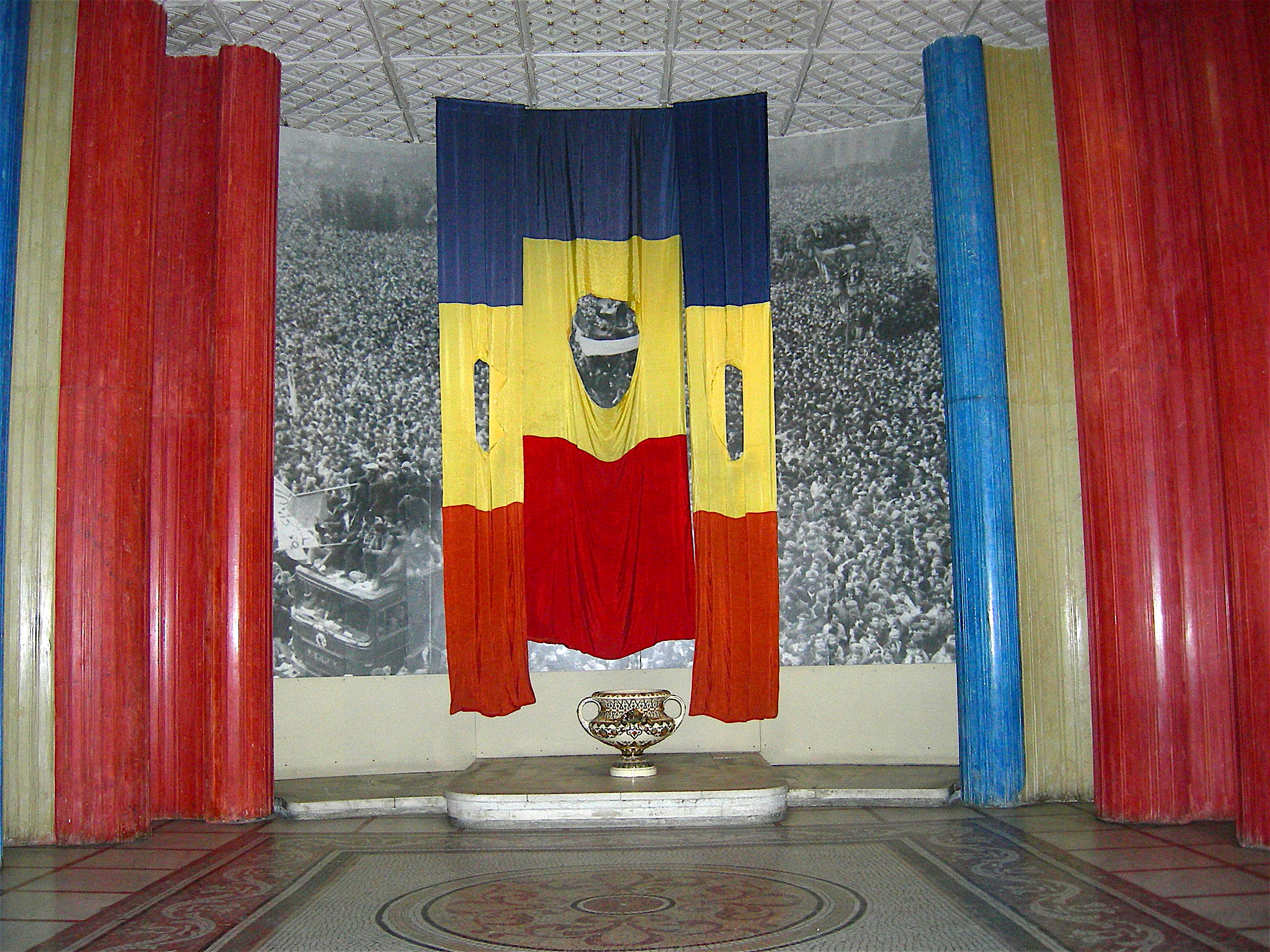
Rewolucyjne flagi Rumunii (wycięte symbole komunistyczne) w Muzeum Wojska w Bukareszcie

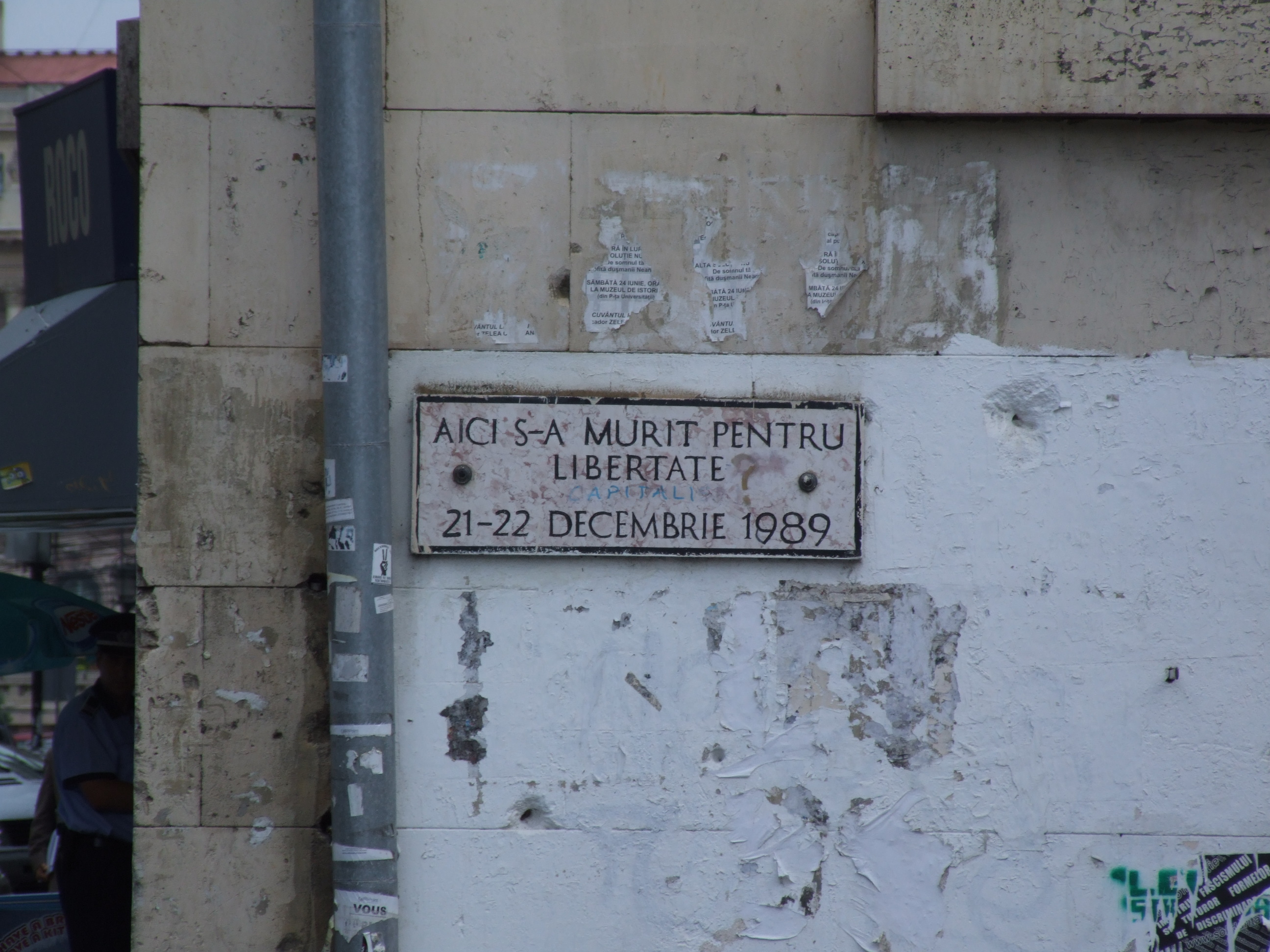
Tablica pamiątkowa w Bukareszcie na pl. Uniwersyteckim, gdzie toczyły się ciężkie walki

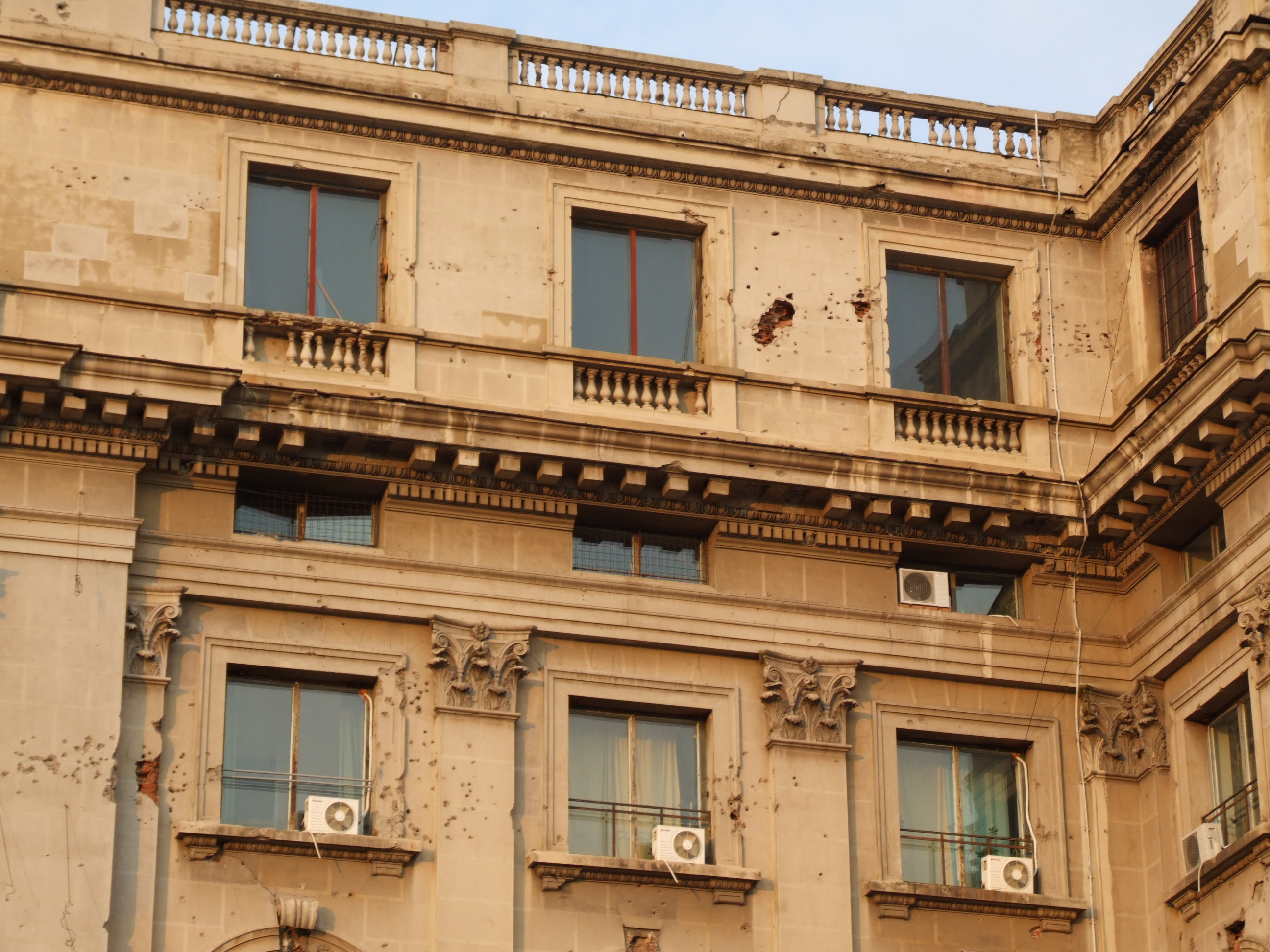
Ślady po kulach na ścianie Pałacu Królewskiego w Bukareszcie (2009)

Rewolucja rumuńska – seria chaotycznych walk i protestów pomiędzy 16 i 27 grudnia 1989 roku, w wyniku której obalono reżim komunistyczny Nicolae Ceaușescu. Proces rozgrywał się na dwóch płaszczyznach – ludzie protestowali na ulicach, a w tym samym czasie wojsko, policja i część polityków organizowali naprędce zamach stanu. Zamach zakończył się pokazowym sądem oraz szybką egzekucją dyktatora i jego żony Eleny.
Rumunia była jedynym krajem bloku wschodniego, który podczas Jesieni Ludów krwawo obalił komunistyczną dyktaturę. Podczas rewolucji zginęły 1104 osoby.

## Sytuacja przed rewolucją
Pod koniec lat osiemdziesiątych XX wieku Rumunia była jednym z najbardziej zamkniętych państw bloku wschodniego. W wyniku prób przebudowy gospodarki, Rumunia znalazła się w kryzysie ekonomicznym, którego symbolem stały się braki żywności oraz niedobór energii elektrycznej. Ponadto Ceaușescu przeprowadził kilka monumentalnych inwestycji oraz zainaugurował drakoński program spłat zadłużenia kraju. Działania te doprowadziły do biedy odstającej nawet od średniej dla socjalistycznej Europy Wschodniej. Systematycznie rozwijał się kult Ceaușescu. Wszelkie próby buntu tłumiło Securitate.
W 1989 roku wydawało się, że prezydent Rumunii zachowa władzę. Jedyną realną grupę opozycyjną mogli stanowić byli działacze Rumuńskiej Partii Komunistycznej, których usunął Ceaușescu. W połowie sierpnia kierownictwo partii wystosowało list do państw komunistycznych, w którym domagano się niedopuszczenia do powołania w Polsce rządu z premierem wyłonionym spośród działaczy NSZZ „Solidarność”.
W przeciwieństwie do innych przywódców państw Układu Warszawskiego, Ceaușescu nie prowadził pro-sowieckiej polityki zagranicznej. Opierał on swoją niezależność na kontaktach z Chińską Republiką Ludową i Koreą Północną. Nicolae Ceaușescu pozostawał przy władzy pomimo wydarzeń w Polsce, Bułgarii, Niemieckiej Republice Demokratycznej i na Węgrzech i oficjalnego wycofania się z doktryny Breżniewa 25 października 1989 roku. 4 grudnia 1989 roku Ceaușescu odwiedził Michaił Gorbaczow, który prosił go o zmiany w Rumunii. Ceaușescu stanowczo odmówił.
14 grudnia 1989 roku w Jassach doszło do próby demonstracji antykomunistycznej. Władze aresztowały potencjalnych uczestników manifestacji zanim zaczęli protestować przeciwko reżimowi.

## Rewolucja

### Timișoara
15 grudnia 1989 roku, w odpowiedzi na próbę karnego przeniesienia do innej parafii, wywodzącego się z mniejszości węgierskiej ewangelickiego pastora, ks. László Tőkésa, wybuchł w Timișoarze protest. Tőkés krytykował reżim rumuński w międzynarodowych mediach. W odpowiedzi, rząd oskarżył go o prowokowanie nienawiści etnicznej. Biskup z Oradei nakazał przenieść duchownego do wsi Mineu w okręgu Salaj. Od 15 grudnia wierni gromadzili się wokół jego domu, aby uchronić go przed eksmisją. Wieczorem Tőkésa odwiedził burmistrz, który przy obecności dwóch świadków obiecał poprawę jego sytuacji. Po wizycie świadkowie (Węgier i Rumun) powiadomili tłum o decyzji i wezwali ludność do przyjścia ponownie następnego dnia, by sprawdzić, czy dotrzymano obietnic.
16 grudnia tłum ponownie pojawił się pod plebanią pastora. W ciągu dnia demonstracja zaczęła manifestować swoje niezadowolenie z polityki Nicolae Ceaușescu. Po południu na miejscu pojawiły się pierwsze siły policji i Securitate. Uczestników protestów rozpędzono gumowymi kulami. Przez całą noc aresztowano manifestantów. Nocą Securitate wywiozło Tőkésa do okręgu Salaj. Wkrótce protesty wybuchły w innych miastach.
17 grudnia w Bukareszcie odbyło się posiedzenie Egzekutywy Biura Politycznego. Podczas niego Ceaușescu zarzucił ministrowi spraw wewnętrznych Vasili Milei i szefowi Securitate Iulanowi Vladowi, że nie zapobiegli wydarzeniom w Timișoarze. Tego samego dnia w Timișoarze siły dowodzone przez generała Victora Stănculescu użyły broni przeciwko demonstrantom. Podczas starć zginęło ponad 60 osób. Pomimo szturmu walki trwały do następnego dnia. 19 grudnia miejscowe fabryki ogłosiły strajk.
18 grudnia Nicolae Ceaușescu wyjechał do Iranu. Podczas nieobecności prezydenta doszło do przesilenia w strukturach siłowych i przejęcia w nich faktycznej władzy przez frakcję niepopierającą Ceaușescu. W wyniku niezłamania oporu w Timișoarze Victor Stănculescu złagodził swoje stanowisko wobec rewolucji. 19 grudnia delegacja wojskowa udała się do strajkujących zakładów w celu pojednania.

### Bukareszt
20 grudnia Ceaușescu wrócił do kraju i stwierdził, że sytuacja znacznie się pogorszyła. W dzienniku telewizyjnym o godz. 20:00 wygłosił przemówienie, w którym to nazwał protestujących w Timișoarze wrogami rewolucji socjalistycznej. Pomimo kolejnych demonstracji nie zdecydowano się na ponowne wysłanie żołnierzy do walki. Tego samego dnia w Timișoarze powstał Rumuński Front Demokratyczny.
W nocy z 21 na 22 grudnia zginął (prawdopodobnie w wyniku samobójstwa) minister obrony Vasile Milea. Dowiedziawszy się o jego śmierci, 22 grudnia w godzinach porannych Ceaușescu powołał Victora Stănculescu na jego miejsce. Ten kazał żołnierzom wrócić do swych kwater, o czym nie poinformował dyktatora. Następnie o 11:30 na balkonie Komitetu Centralnego Nicolae Ceaușescu przemawiał do stutysięcznego tłumu na Piața Palatului (dziś Piața Revoluției). Przemówienie transmitowano w telewizji. Gdy zaczął mówić, do zorganizowanego aplauzu dochodziły gwizdy i buczenia. Zdezorientowany i niepewny Ceaușescu zaczął mówić „To prowokacja” i domagał się od tłumu uspokojenia. Gwizdy zagłuszyli zwolennicy Ceaușescu, którzy krzyczeli chóralnie „Ceaușescu – România”. Prezydent Rumunii obiecał podwyżkę płacy minimalnej, emerytur oraz dodatki na dzieci. Następnie ponownie pojawiły się oznaki niezadowolenia. Transmisję telewizyjną z Piața Palatului przerwano. Po przerwaniu transmisji Ceaușescu uciekł z Komitetu Centralnego śmigłowcem. Jednocześnie tłum wdarł się do budynku, licząc na to, że uda się złapać małżeństwo Ceaușescu.
W Bukareszcie wybuchło powstanie. Pod hotelem Intercontinental i na Uniwersytecie Bukareszteńskim zaczęli gromadzić się ludzie (głównie licealiści i studenci), którzy zaczęli budować barykady i skandować Jos Ceaușescu, moarte dictatorului, jos comunismul („Precz z Ceaușescu, śmierć dyktatorowi, precz z komunizmem”). Manifestantów bito gumowymi pałkami oraz strzelano do nich. Około 16:00 były pierwsze ofiary. Najcięższe walki toczyły się o północy, kiedy to przerwano barykadę przy hotelu Intercontinental. Walki toczyły się do trzeciej nad ranem.

### Ucieczka i śmierć Ceaușescu
22 grudnia wieczorem wyłonił się Front Ocalenia Narodowego z Ionem Iliescu na czele. Małżeństwo Ceaușescu doleciało do rezydencji w Snagov, a potem do Titu. Para podróżowała następnie rekwirowanymi samochodami, których kierowcy byli terroryzowani bronią przez ochroniarzy. W końcu dotarli do Târgoviște, gdzie Ceaușescu spodziewał się ochrony ze strony robotników tamtejszej huty stali. Oczekiwania te nie spełniły się – nie tylko nie wpuszczono ich na teren zakładu, ale obrzucono kamieniami. Ucieczka Ceaușescu zakończyła się w Centrum Ochrony Roślin w Târgoviște, jednak dyrektor centrum powiadomił milicję o obecności pary prezydenckiej. Zostali zatrzymani pod pretekstem ochrony przed demonstrantami. Ponieważ budynek milicji był otoczony tłumem ludzi, samochód z Ceaușescu wyjechał z miasta i przez 3 godziny ukrywał się w krzakach. Następnie powrócił do siedziby milicji w Târgoviște, gdzie ok. godz. 18 zostali przejęci przez wojsko. Dopiero po przewiezieniu do koszar zorientowali się, że nie chodziło o ich ochronę, lecz o uwięzienie.
Pomimo wycofania wojsk, w wielu miastach toczyły się walki pomiędzy przeciwnikami Nicolae Ceaușescu a uzbrojonymi obrońcami reżimu, określanymi mianem „terrorystów”. W Sybinie walki toczyły się pomiędzy wojskiem a Securitate.
25 grudnia Ceaușescu i jego żona zostali w ciągu ok. dwóch godzin osądzeni przed naprędce zwołanym trybunałem wojskowym i skazani na śmierć przez rozstrzelanie. Wyrok wykonano tego samego dnia o godzinie 15. Cały proces i egzekucja zostały sfilmowane i wyemitowane w telewizji rumuńskiej 27 grudnia. Filmy już wcześniej były dostępne na czarnym rynku w Bukareszcie.

### Rumunia po rewolucji
Po śmierci Nicolae Ceaușescu władzę w kraju objął Front Ocalenia Narodowego. Nowy rząd nie przeprowadzał demokratyzacji i walczył z członkami opozycji. W połowie czerwca 1990 roku prezydent Iliesciu wezwał do Bukaresztu górników, którzy brutalnie rozpędzili protest studentów. Siły wywodzące się z ugrupowań opozycyjnych zaczęły odsuwać Iliescu i jego ludzi od władzy w 1996 roku.

## Kontrowersje
Kontrowersje budzą przejęcie władzy przez Iona Iliescu, spontaniczny wybuch powstania, wpływ Związku Radzieckiego na wydarzenia w Rumunii oraz sam przebieg wydarzeń. Po 1990 roku publicyści zaczęli wątpić w spontaniczność rewolucji. Według jednej z tez moment wybuchu protestów starannie wybrali ludzie, którzy przejęli władzę po Ceaușescu. Teza ta jest podważana z powodu braku dowodów.
Według sondażu z 1999 roku 36% Rumunów uważało rewolucję za zamach stanu, zaś 41% uznało, że chodziło o prawdziwą rewolucję.